# Magnification
Magnification è il 19° album in studio del gruppo progressive inglese Yes, pubblicato nel 2001.

## Storia
L'album fu realizzato dopo l'uscita dal gruppo di Billy Sherwood e Igor Khoroshev. I membri del gruppo rimasti (Jon Anderson, Chris Squire, Steve Howe e Alan White) decisero di ricorrere a una orchestra sinfonica (l'orchestra era stata utilizzata dagli Yes solo un'altra volta in precedenza: trent'anni prima, nell'album del 1970 Time and a Word). Le parti di orchestra furono scritte e dirette da Larry Groupé, compositore di colonne sonore per il cinema e la televisione.
L'album venne pubblicato nel Regno Unito il 10 settembre e il 20 settembre in altri paesi europei, inclusa l'Italia. Fin dai giorni successivi all'attentato alle Torri Gemelle, il sito Yesworld mise in vendita l'MP3 del brano We Agree per raccogliere fondi da devolvere alle vittime di New York City. Dopo l'uscita dell'album, soprattutto Spirit of Survival fu letta da molti fan come una sorta di involontario commento degli Yes sull'accaduto: "in questo mondo gli dei hanno perso la loro strada [...] chi è perso nell'oscurità si schianterà nella notte [...]"; con la speranza: "lo spirito di sopravvivenza - per magnificare l'anima - per magnificare l'amore - stiamo in piedi in cerchio".
A Magnification seguì un tour in cui gli Yes si esibivano con l'orchestra. Il tour fu battezzato Yessymphonic, e ne venne realizzato anche il DVD Symphonic Live, che viene considerato uno dei migliori DVD live della storia del gruppo.
Tutte le edizioni di Magnification sono codificate HDCD anche se alcune (per esempio quella in doppio CD) non lo riportano esplicitamente sulla confezione.

## Accoglienza
Magnification (Eagle Eagle 189EAG) raggiunse la posizione #71 in Inghilterra e #186 negli Stati Uniti.
Sondaggi sul fan site Yesfans mostrarono che gran parte del pubblico considerava Magnification la produzione migliore del gruppo dopo il 1976 (Going for the One). Praticamente tutti i brani dell'album (con l'unica eccezione del "singolo" Don't Go) acquisirono immediatamente, nella terminologia dei fan, lo status di "epic". Il lavoro di Groupé fu grandemente elogiato, e molti fan espressero esplicitamente la speranza che gli Yes adottassero in modo stabile il nuovo canone senza tastierista.

## Brani
In the Presence Of, una suite in quattro movimenti; la parte introduttiva, con un semplice accompagnamento di piano scritto dal batterista Alan White, venne messa in circolazione dagli Yes via Internet, in formato MP3, qualche mese prima dell'uscita dell'album.
Can You Imagine, unico brano della discografia Yes nel quale Chris Squire è cantante principale, deriva da un pezzo degli XYZ (il gruppo costituito da Squire, White e Jimmy Page dei Led Zeppelin).
We Agree riprende invece un tema di Anderson già utilizzato nelle sue opere soliste (Bridges di Deseo e Building Bridges di Toltec).

## Tracce
Tutti i brani sono di Jon Anderson/Chris Squire/Steve Howe/Alan White.
1. Magnification - 7:16
2. Spirit of Survival - 6:02
3. Don't Go - 4:27
4. Give Love Each Day - 7:44
5. Can You Imagine - 2:59
6. We Agree - 6:30
7. Soft as a Dove - 2:17
8. Dreamtime - 10:46
9. In the Presence Of - 10:24
  1. Deeper
  2. Death of Ego
  3. True Beginner
  4. Turn Around and Remember
10. Time Is Time - 2:09

## Formazione
- Jon Anderson: voce, chitarra MIDI, chitarra acustica
- Steve Howe: chitarre acustiche ed elettriche, steel guitar, mandolino e voci
- Chris Squire: basso, voci
- Alan White: batteria, percussioni, pianoforte, voci
- Larry Groupé: direttore d'orchestra